# Smooth & Groove
『Smooth & Groove』（スムース アンド グルーヴ）は、日本の歌手、杏里の25枚目のオリジナル・アルバムである。2015年8月19日発売。発売元はアイビーレコード。

## 概要
24thアルバム『Sol』以来およそ10年ぶりのオリジナル・アルバム。初回限定盤にはミュージック・ビデオとメイキングを収録したDVDが付属された。

## 収録曲
Disc1_CD
全編曲：小倉泰治（8,9を除く）
1. Grooving Life
  - 作詞：吉元由美 作曲：杏里
2. Brand New Day!
  - 作詞・作曲：森大輔
3. Eyes On Me
  - 作詞・作曲：森大輔
4. Fall In Love
  - 作詞・作曲：森大輔
5. In Tears
  - 作詞・作曲：森大輔
6. You Drive Me Crazy
  - 作詞・作曲：森大輔
7. Before Full Moon
  - 作詞：吉元由美 作曲：杏里
8. サキホコレ
  - 作詞・作曲：ヒロイズム・伊藤涼・hanawaya(CWF)・河内結衣(CWF)
9. Ready to Love
  - 作詞・作曲：杏里・ヒロイズム・伊藤涼・Carly Green Robyn
  - 『スキャンダル　託された秘密』Dlife放送イメージソング[2]。
10. Flashback Time
  - 作詞・作曲：ヒロイズム・take4
11. Sense of Happiness
  - 作詞：吉元由美 作曲：ヒロイズム・take4
12. Be with U duet with SHIKATA
  - 作詞：SHIKATA 作曲：SHIKATA・Takao Fukushima

### 初回限定盤のみ
Disc2_DVD
1. Brand New Day! (Music Video)
2. Grooving Life (Music Video)
3. Making of Photography